# Thaddeus William Harris
Pour les articles homonymes, voir Harris.
Thaddeus William Harris est un médecin et un entomologiste et un bibliothécaire américain, né le 12 novembre 1795 à Dorchester dans le Massachusetts et mort le 16 janvier 1856 à Cambridge dans le Massachusetts.
De 1831 à sa mort en 1856, il est le directeur de la Bibliothèque de l'université Harvard.

## Biographie
Aîné d’une fratrie de huit enfants, son père, Thaddeus Mason Harris est un pasteur de la First Church, sa mère est Mary née Dix. Le révérend Harris avait signé une Natural History of the Bible. Il étudie à Harvard et obtient son Bachelor of Arts en 1815 et son titre de docteur en médecine en 1820.
Harris exerce la médecine à Milton dans le Massachusetts en association avec le docteur Amos Holbrook. Il se marie avec la plus jeune fille de ce dernier, Catherine, en 1824, union dont naîtront douze enfants. De 1820 à 1831,  Il se passionne alors pour l’étude des insectes et commence à rassembler une très riche collection. L’entomologie est encore balbutiante en Amérique du Nord et l’étude des insectes se fait dans une grande solitude et est souvent raillée. Aussi Harris entretient une correspondance suivie avec des spécialistes européens comme Edward Doubleday (1810-1849). Il correspond aussi avec des Américains comme Thomas Say (1787-1834), Frederick Ernst Melsheimer (1782/4-1873), Nicholas Marcellus Hentz (1797-1856) ou John Lawrence LeConte (1825-1883).
Il publie en 1823 dans une revue consacrée à l’agriculture, un article démontrant l’importance de l’étude des différents stades des insectes et la relation entre ces stades et les plantes dont ils se nourrissent. Il publie de nombreux articles dans New England Farmer où il diffuse à un large public des connaissances sur ces animaux et mais aussi fait connaître les nouvelles espèces qu’il découvre. De 1831 à 1856, il est bibliothécaire au Harvard College et donne à l’occasion des cours en entomologie bien qu’il n’obtienne jamais un poste officiel.
Sa classification, comprenant 2 300 espèces, paraît dans le Report on the Geology, Mineralogy, Botany, and Zoolopgy of Massachusetts (1833) d’Edward Hitchcock (1793-1864). Mais la plupart de ses projets de publications tombent à l’eau. Ainsi, de son projet sur la classification des lépidoptères ne paraît qu’une partie consacrée aux Sphynx. En 1841, il fait paraître un Report on Insects Injurious to Vegetation, que le gouvernement paie 175 dollars. Ce document marque le début de l’entomologie agricole aux États-Unis d'Amérique et sera une source d’information utilisée durant des générations, tant par les agriculteurs que par les entomologistes eux-mêmes. Mais Harris manque de moyens et de temps pour mener à bien ses recherches comme il souhaiterait. Ainsi son manque de documentation l’empêche de déterminer bon nombre d’espèces qu’il récolte dans les environs.
La collection d’Harris, riche de 140 types, est actuellement conservée par le muséum de la Boston Society of Natural Sciences. C’est son profil qui est choisi pour apparaître sur la couverture du Journal of Economic Entomology de 1917 à 1953, publiée par l’American Association of Economic Entomologists et par l’Entomological Society of America : une façon d'honorer sa mémoire et le rôle qu'il a joué dans l’émergence de l’entomologie agricole dans ce pays.